# Seznam olympijských medailistů ve skocích na lyžích
Skoky na lyžích se objevily už na prvních zimních olympijských hrách v roce 1924 v Chamonix, ale jen s jednou disciplínou a to závodem jednotlivců na velkém můstku. Postupně byly do programu zimních olympijských her zařazeny další disciplíny a to v roce 1964 závod jednotlivců na středním můstku a v roce 1988 závod družstev na velkém můstku.

## Muži

### Střední můstek
- Do programu ZOH zařazena tato disciplína od roku 1924.

| Rok                             | Můstek | Zlato                                                        | Stříbro                                                                               | Bronz                                        |
| ------------------------------- | ------ | ------------------------------------------------------------ | ------------------------------------------------------------------------------------- | -------------------------------------------- |
| ZOH 1924 Chamonix               | K-71   | Jacob Tullin Thams · Norsko (NOR)                            | Narve Bonna · Norsko (NOR)                                                            | Anders Haugen · Spojené státy americké (USA) |
| ZOH 1928 Svatý Mořic            | K-66   | Alf Andersen · Norsko (NOR)                                  | Sigmund Ruud · Norsko (NOR)                                                           | Rudolf Burkert · Československo (TCH)        |
| ZOH 1932 Lake Placid            | K-61   | Birger Ruud · Norsko (NOR)                                   | Hans Beck · Norsko (NOR)                                                              | Kaare Wahlberg · Norsko (NOR)                |
| ZOH 1936 Garmisch-Partenkirchen | K-80   | Birger Ruud · Norsko (NOR)                                   | Sven "Selånger" Eriksson · Švédsko (SWE)                                              | Reidar Andersen · Norsko (NOR)               |
| ZOH 1948 Svatý Mořic            | K-68   | Petter Hugsted · Norsko (NOR)                                | Birger Ruud · Norsko (NOR)                                                            | Thorleif Schjelderup · Norsko (NOR)          |
| ZOH 1952 Oslo                   | K-72   | Arnfinn Bergmann · Norsko (NOR)                              | Torbjørn Falkanger · Norsko (NOR)                                                     | Karl Holmström · Švédsko (SWE)               |
| ZOH 1956 Cortina d'Ampezzo      | K-72   | Antti Hyvärinen · Finsko (FIN)                               | Aulis Kallakorpi · Finsko (FIN)                                                       | Harry Glaß · Tým sjednoceného Německa (EUA)  |
| ZOH 1960 Squaw Valley           | K-80,5 | Helmut Recknagel · Tým sjednoceného Německa (EUA)            | Niilo Halonen · Finsko (FIN)                                                          | Otto Leodolter · Rakousko (AUT)              |
| ZOH 1964 Innsbruck              | K-70   | Veikko Kankkonen · Finsko (FIN)                              | Toralf Engan · Norsko (NOR)                                                           | Torgeir Brandtzæg · Norsko (NOR)             |
| ZOH 1968 Grenoble               | K-70   | Jiří Raška · Československo (TCH)                            | Reinhold Bachler · Rakousko (AUT)                                                     | Baldur Preiml · Rakousko (AUT)               |
| ZOH 1972 Sapporo                | K-86   | Jukio Kasaja · Japonsko (JPN)                                | Akicugu Konno · Japonsko (JPN)                                                        | Seidži Aoči · Japonsko (JPN)                 |
| ZOH 1976 Innsbruck              | K-82   | Hans-Georg Aschenbach · Německá demokratická republika (GDR) | Jochen Danneberg · Německá demokratická republika (GDR)                               | Karl Schnabl · Rakousko (AUT)                |
| ZOH 1980 Lake Placid            | K-86   | Toni Innauer · Rakousko (AUT)                                | Manfred Deckert · Německá demokratická republika (GDR) Hirokazu Jagi · Japonsko (JPN) | medaile neudělena                            |
| ZOH 1984 Sarajevo               | K-90   | Jens Weissflog · Německá demokratická republika (GDR)        | Matti Nykänen · Finsko (FIN)                                                          | Jari Puikkonen · Finsko (FIN)                |
| ZOH 1988 Calgary                | K-89   | Matti Nykänen · Finsko (FIN)                                 | Pavel Ploc · Československo (TCH)                                                     | Jiří Malec · Československo (TCH)            |
| ZOH 1992 Albertville            | K-90   | Ernst Vettori · Rakousko (AUT)                               | Martin Höllwarth · Rakousko (AUT)                                                     | Toni Nieminen · Finsko (FIN)                 |
| ZOH 1994 Lillehammer            | K-90   | Espen Bredesen · Norsko (NOR)                                | Lasse Ottesen · Norsko (NOR)                                                          | Dieter Thoma · Německo (GER)                 |
| ZOH 1998 Nagano                 | K-90   | Jani Soininen · Finsko (FIN)                                 | Kazujoši Funaki · Japonsko (JPN)                                                      | Andreas Widhölzl · Rakousko (AUT)            |
| ZOH 2002 Salt Lake City         | K-90   | Simon Ammann · Švýcarsko (SUI)                               | Sven Hannawald · Německo (GER)                                                        | Adam Małysz · Polsko (POL)                   |
| ZOH 2006 Turín                  | K-95   | Lars Bystøl · Norsko (NOR)                                   | Matti Hautamäki · Finsko (FIN)                                                        | Roar Ljøkelsøy · Norsko (NOR)                |
| ZOH 2010 Vancouver              | K-95   | Simon Ammann · Švýcarsko (SUI)                               | Adam Małysz · Polsko (POL)                                                            | Gregor Schlierenzauer · Rakousko (AUT)       |
| ZOH 2014 Soči                   | K-95   | Kamil Stoch · Polsko (POL)                                   | Peter Prevc · Slovinsko (SLO)                                                         | Anders Bardal · Norsko (NOR)                 |
| ZOH 2018 Pchjongčchang          | K-98   | Andreas Wellinger · Německo (GER)                            | Johann André Forfang · Norsko (NOR)                                                   | Robert Johansson · Norsko (NOR)              |
| ZOH 2022 Peking                 | K-95   | Rjójú Kobajaši · Japonsko (JPN)                              | Manuel Fettner · Rakousko (AUT)                                                       | Dawid Kubacki · Polsko (POL)                 |

### Velký můstek
- Do programu ZOH zařazena tato disciplína od roku 1964.

| Rok                     | Můstek | Zlato                                   | Stříbro                                               | Bronz                                                 |
| ----------------------- | ------ | --------------------------------------- | ----------------------------------------------------- | ----------------------------------------------------- |
| ZOH 1964 Innsbruck      | K-81   | Toralf Engan · Norsko (NOR)             | Veikko Kankkonen · Finsko (FIN)                       | Torgeir Brandtzæg · Norsko (NOR)                      |
| ZOH 1968 Grenoble       | K-90   | Vladimir Bělousov · Sovětský svaz (URS) | Jiří Raška · Československo (TCH)                     | Lars Grini · Norsko (NOR)                             |
| ZOH 1972 Sapporo        | K-110  | Wojciech Fortuna · Polsko (POL)         | Walter Steiner · Švýcarsko (SUI)                      | Rainer Schmidt · Německá demokratická republika (GDR) |
| ZOH 1976 Innsbruck      | K-104  | Karl Schnabl · Rakousko (AUT)           | Toni Innauer · Rakousko (AUT)                         | Henry Glaß · Německá demokratická republika (GDR)     |
| ZOH 1980 Lake Placid    | K-114  | Jouko Törmänen · Finsko (FIN)           | Hubert Neuper · Rakousko (AUT)                        | Jari Puikkonen · Finsko (FIN)                         |
| ZOH 1984 Sarajevo       | K-112  | Matti Nykänen · Finsko (FIN)            | Jens Weissflog · Německá demokratická republika (GDR) | Pavel Ploc · Československo (TCH)                     |
| ZOH 1988 Calgary        | K-112  | Matti Nykänen · Finsko (FIN)            | Erik Johnsen · Norsko (NOR)                           | Matjaž Debelak · Jugoslávie (YUG)                     |
| ZOH 1992 Albertville    | K-120  | Toni Nieminen · Finsko (FIN)            | Martin Höllwarth · Rakousko (AUT)                     | Heinz Kuttin · Rakousko (AUT)                         |
| ZOH 1994 Lillehammer    | K-120  | Jens Weissflog · Německo (GER)          | Espen Bredesen · Norsko (NOR)                         | Andreas Goldberger · Rakousko (AUT)                   |
| ZOH 1998 Nagano         | K-120  | Kazujoši Funaki · Japonsko (JPN)        | Jani Soininen · Finsko (FIN)                          | Masahiko Harada · Japonsko (JPN)                      |
| ZOH 2002 Salt Lake City | K-120  | Simon Ammann · Švýcarsko (SUI)          | Adam Małysz · Polsko (POL)                            | Matti Hautamäki · Finsko (FIN)                        |
| ZOH 2006 Turín          | K-125  | Thomas Morgenstern · Rakousko (AUT)     | Andreas Kofler · Rakousko (AUT)                       | Lars Bystøl · Norsko (NOR)                            |
| ZOH 2010 Vancouver      | K-125  | Simon Ammann · Švýcarsko (SUI)          | Adam Małysz · Polsko (POL)                            | Gregor Schlierenzauer · Rakousko (AUT)                |
| ZOH 2014 Soči           | K-125  | Kamil Stoch · Polsko (POL)              | Noriaki Kasai · Japonsko (JPN)                        | Peter Prevc · Slovinsko (SLO)                         |
| ZOH 2018 Pchjongčchang  | K-125  | Kamil Stoch · Polsko (POL)              | Andreas Wellinger · Německo (GER)                     | Robert Johansson · Norsko (NOR)                       |
| ZOH 2022 Peking         | K-125  | Marius Lindvik · Norsko (NOR)           | Rjójú Kobajaši · Japonsko (JPN)                       | Karl Geiger · Německo (GER)                           |

### Velký můstek družstva
- Do programu ZOH zařazena tato disciplína od roku 1988.

| Rok                     | Můstek | Zlato                                                                                          | Stříbro                                                                                         | Bronz                                                                                               |
| ----------------------- | ------ | ---------------------------------------------------------------------------------------------- | ----------------------------------------------------------------------------------------------- | --------------------------------------------------------------------------------------------------- |
| ZOH 1988 Calgary        | K-114  | Finsko (FIN) · Ari-Pekka Nikkola · Matti Nykänen · Tuomo Ylipulli · Jari Puikkonen             | Jugoslávie (YUG) · Primož Ulaga · Matjaž Zupan · Matjaž Debelak · Miran Tepeš                   | Norsko (NOR) · Ole Christian Eidhammer · Jon Inge Kjørum · Ole Gunnar Fidjestøl · Erik Johnsen      |
| ZOH 1992 Albertville    | K-120  | Finsko (FIN) · Ari-Pekka Nikkola · Mika Laitinen · Risto Laakkonen · Toni Nieminen             | Rakousko (AUT) · Heinz Kuttin · Ernst Vettori · Martin Höllwarth · Andreas Felder               | Československo (TCH) · František Jež · Tomáš Goder · Jaroslav Sakala · Jiří Parma                   |
| ZOH 1994 Lillehammer    | K-120  | Německo (GER) · Hansjörg Jäkle · Christof Duffner · Dieter Thoma · Jens Weissflog              | Japonsko (JPN) · Džinja Nišikata · Takanobu Okabe · Noriaki Kasai · Masahiko Harada             | Rakousko (AUT) · Heinz Kuttin · Christian Moser · Stefan Horngacher · Andreas Goldberger            |
| ZOH 1998 Nagano         | K-120  | Japonsko (JPN) · Takanobu Okabe · Hiroja Sajto · Masahiko Harada · Kazujoši Funaki             | Německo (GER) · Sven Hannawald · Martin Schmitt · Hansjörg Jäkle · Dieter Thoma                 | Rakousko (AUT) · Reinhard Schwarzenberger · Martin Höllwarth · Stefan Horngacher · Andreas Widhölzl |
| ZOH 2002 Salt Lake City | K-120  | Německo (GER) · Sven Hannawald · Stephan Hocke · Michael Uhrmann · Martin Schmitt              | Finsko (FIN) · Matti Hautamäki · Veli-Matti Lindström · Risto Jussilainen · Janne Ahonen        | Slovinsko (SLO) · Damjan Fras · Primoz Peterka · Robert Kranjec · Peter Žonta                       |
| ZOH 2006 Turín          | K-125  | Rakousko (AUT) · Andreas Widhölzl · Andreas Kofler · Martin Koch · Thomas Morgenstern          | Finsko (FIN) · Tami Kiuru · Janne Happonen · Janne Ahonen · Matti Hautamäki                     | Norsko (NOR) · Lars Bystøl · Bjørn Einar Romøren · Tommy Ingebrigtsen · Roar Ljøkelsøy              |
| ZOH 2010 Vancouver      | K-125  | Rakousko (AUT) · Wolfgang Loitzl · Andreas Kofler · Thomas Morgenstern · Gregor Schlierenzauer | Německo (GER) · Michael Neumayer · Andreas Wank · Martin Schmitt · Michael Uhrmann              | Norsko (NOR) · Anders Bardal · Tom Hilde · Johan Remen Evensen · Anders Jacobsen                    |
| ZOH 2014 Soči           | K-125  | Německo (GER) · Andreas Wank · Marinus Kraus · Andreas Wellinger · Severin Freund              | Rakousko (AUT) · Michael Hayböck · Thomas Morgenstern · Thomas Diethart · Gregor Schlierenzauer | Japonsko (JPN) · Reruhi Shimizu · Taku Takeuchi · Daiki Ito · Noriaki Kasai                         |
| ZOH 2018 Pchjongčchang  | K-125  | Norsko (NOR) · Daniel-André Tande · Andreas Stjernen · Johann André Forfang · Robert Johansson | Německo (GER) · Karl Geiger · Stephan Leyhe · Richard Freitag · Andreas Wellinger               | Polsko (POL) · Maciej Kot · Stefan Hula · Dawid Kubacki · Kamil Stoch                               |
| ZOH 2022 Peking         | K-125  | Rakousko (AUT) · Stefan Kraft · Daniel Huber · Jan Hörl · Manuel Fettner                       | Slovinsko (SLO) · Lovro Kos · Cene Prevc · Timi Zajc · Peter Prevc                              | Německo (GER) · Constantin Schmid · Stephan Leyhe · Markus Eisenbichler · Karl Geiger               |

## Ženy

### Střední můstek (ženy)
- Do programu ZOH zařazena tato disciplína od roku 2014.

| Rok                    | Můstek | Zlato                             | Stříbro                                       | Bronz                             |
| ---------------------- | ------ | --------------------------------- | --------------------------------------------- | --------------------------------- |
| ZOH 2014 Soči          | K-95   | Carina Vogtová · Německo (GER)    | Daniela Iraschkoová-Stolzová · Rakousko (AUT) | Coline Mattelová · Francie (FRA)  |
| ZOH 2018 Pchjongčchang | K-98   | Maren Lundbyová · Norsko (NOR)    | Katharina Althausová · Německo (GER)          | Sara Takanašiová · Japonsko (JPN) |
| ZOH 2022 Peking        | K-95   | Urša Bogatajová · Slovinsko (SLO) | Katharina Althausová · Německo (GER)          | Nika Križnarová · Slovinsko (SLO) |

## Smíšené soutěže

### Střední můstek smíšená družstva
- Do programu ZOH zařazena tato disciplína od roku 2022.

| Rok             | Můstek | Zlato                                                                      | Stříbro                                                                                 | Bronz                                                                                       |
| --------------- | ------ | -------------------------------------------------------------------------- | --------------------------------------------------------------------------------------- | ------------------------------------------------------------------------------------------- |
| ZOH 2022 Peking | K-95   | Slovinsko (SLO) · Nika Križnar · Timi Zajc · Urša Bogatajová · Peter Prevc | Sportovci ROV (ROC) · Irma Makhinia · Danil Sadreev · Irina Avvakumova · Evgenii Klimov | Kanada (CAN) · Alexandria Loutitt · Matthew Soukup · Abigail Strate · Mackenzie Boyd-Clowes |